# Wapen van Nissewaard

Wapen van Nissewaard

Het wapen van Nissewaard is op 2 juli 2014 bij Koninklijk Besluit aan de gemeente Nissewaard toegekend naar aanleiding van de gemeentelijke herindeling van 1 januari 2015, waarbij Bernisse en Spijkenisse werden samengevoegd tot één nieuwe gemeente.

## Blazoenering
De beschrijving van het wapen luidt als volgt: "Doorsneden; I gedeeld; a in goud een omgewende aanziende leeuw van keel, getongd en genageld van azuur; b gedwarsbalkt van zes stukken azuur en goud, de azuren balken beladen met vier, drie en twee St. Andries-kruisjes [van zilver]; II in sinopel een golvende dwarsbalk van zilver. Het schild gedekt met een gouden gouden kroon van drie bladeren en twee parels."
N.B. 
- de heraldische kleuren in de schilden zijn: goud (geel), keel (rood), azuur (blauw), sinopel (groen) en zilver (wit).
- met "omgewend" bedoelt men dat de leeuw naar links gericht is (vanuit de persoon achter het schild gezien). Gebruikelijk is dat de heraldische stukken naar rechts (voor de toeschouwer naar links) zijn gericht.

## Oorsprong
Het wapen is door de Hoge Raad van Adel ontworpen. Het toont boven heraldisch rechts, dus voor de kijker links, een leeuw die is afgeleid van de klimmende leeuw uit het wapen van Voorne. Deze leeuw kwam ook al voor in het wapen van Bernisse. Daarnaast staat het wapen van Putten, dat gelijk is aan het wapen van Spijkenisse en dat ook in het wapen van Bernisse voorkwam. Onder is een golvende zilveren lijn in een groen vlak afgebeeld. Deze lijn stelt de Bernisse voor, die midden door de gemeente loopt.

## Verwante wapens
Onderstaande wapens zijn verwant aan het wapen van Nissewaard:

Het wapen van de familie van Voorne, met een aanziende klimmende leeuw
Het wapen van de heerlijkheid Putten
Het wapen van Bernisse
Het wapen van Spijkenisse